# San Francisco 49ers 1956
La stagione 1956 dei San Francisco 49ers è stata la 7ª della franchigia nella National Football League. Per il secondo anno consecutivo, San Francisco ebbe un nuovo capo-allenatore, con Red Strader, sostituito con l'ex quarterback dei Niners Frankie Albert, che aveva giocato con la squadra dai suoi giorni nella AAFC nel 1946 al 1952.

## Partite

### Stagione regolare
| Turno | Data  | Trasferta           | Punteggio | Casa                | Record | Pubblico |
| 1     | 30/9  | New York Giants     | 38–21     | San Francisco 49ers | 0–1–0  | 41,751   |
| 2     | 7/10  | Los Angeles Rams    | 33–30     | San Francisco 49ers | 1–1–0  | 56,489   |
| 3     | 14/10 | San Francisco 49ers | 31–7      | Chicago Bears       | 1–2–0  | 47,526   |
| 4     | 21/10 | San Francisco 49ers | 20–17     | Detroit Lions       | 1–3–0  | 55,662   |
| 5     | 28/10 | Chicago Bears       | 38–21     | San Francisco 49ers | 1–4–0  | 52,612   |
| 6     | 4/11  | Detroit Lions       | 17–13     | San Francisco 49ers | 1–5–0  | 46,708   |
| 7     | 11/11 | San Francisco 49ers | 30–6      | Los Angeles Rams    | 1–6–0  | 69,828   |
| 8     | 18/11 | San Francisco 49ers | 17–16     | Green Bay Packers   | 2–6–0  | 17,986   |
| 9     | 25/11 | San Francisco 49ers | 10–10     | Philadelphia Eagles | 2–6–1  | 19,326   |
| 10    | 2/12  | San Francisco 49ers | 20–17     | Baltimore Colts     | 3–6–1  | 37,227   |
| 11    | 8/12  | Green Bay Packers   | 38–20     | San Francisco 49ers | 4–6–1  | 32,433   |
| 12    | 16/12 | Baltimore Colts     | 30–17     | San Francisco 49ers | 5–6–1  | 43,791   |